# Deutsche Medizinische Wochenschrift
Deutsche Medizinische Wochenschrift – niemieckie czasopismo medyczne, wydawane od 1875 roku. Założycielem i pierwszym redaktorem naczelnym periodyku był Paul Börner, wydawcą był radca sanitarny Samuel Guttmann. Obecnie DMW jest organem Niemieckiego Towarzystwa Medycyny Wewnętrznej (Deutsche Gesellschaft für Innere Medizin, DGIM) i Towarzystwa Niemieckich Przyrodników i Lekarzy (Gesellschaft Deutscher Naturforscher und Ärzte).